# Famagusta
Famagusta (grčki: Αμμόχωστος; turski: Gazimağusa ili Mağusa) je grad na istoku Cipra, administrativno sjedište okruga Famagusta na istoimenom zaljevu.
Ima najdublju luku na Cipru te je značajno lučko središte za izvoz agruma i drugih poljoprivrednih proizvoda i stoke. Od drugih gospodarskih grana ističe se prerada pamuka, destilacija rakije i ribarenje. Grad je u 3. st. p. K. osnovao Ptolomej II. Tada se je zvao Arsinoë. U blizini grada su i ruševine antičkog grada Salamisa, koji je uništen 647. godine. Famagusta je 1291. postala utočište kršćanskim izbjeglicama koje su se tu naselile nakon pada Akre ( Acre u današnjem Izraelu) u ruke otomanskih Turaka. Grad se počeo jače razvijati u 14. st., kad postaje sjedište križara. Đenovljani su zaposjeli grad 1376. i držali ga pod kontrolom do 1464. kada postaje dio Ciparskog kraljevstva. 1489. Famagusta prelazi u ruke Mlečana pod čijom kontrolom postaje bogata, napredna luka s 30,000 stanovnika. Nakon duge opsade 1571. godine, pada pod Turcima. U periodu od nekoliko desetljeća, grad gubi na svojoj važnosti i 1735. godine, potres ga pretvara u ruševine. 1878. grad dolazi pod britansku upravu, a luka koja je tada bila zagušena muljem je ponovno produbljena. Ostaci utvrde su značajna turistička destinacija kao i crkva sv. Nikole (danas džamija). U Famagusti se odvija radnja Shakespeareovog Othella. Do turske invazije sjevernog Cipra je Famagusta bila pretežno grčki grad. Nakon što su ga zauzeli Turci, Grci su evakuirani te je to danas turski grad (ima mnogo praznih kuća te se grad naziva „grad duhova“).
Tokom 1960-ih godina je grad bio jedan od najznačajnijih svjetskih turističkih destinacija (turizam slabi nakon turske invazije). Danas je Famagusta dio tzv. Turske Republike Sjeverni Cipar i ima 39.000 stanovnika.

## Šport
- nogometni klub "Anorthosis" (sjedište u Larnaci)